# Дубильні речовини
Дуби́льні речови́ни (також гарбники́  нім. Gerbstoffe, пол. garbniki) — природні органічні сполуки, до складу яких входять фенольні групи -ОН. За хімічними характеристиками вони подібні до глікозидів. При тривалому кип'ятінні дубильні речовини розпадаються, у зв'язку з чим сировину, що їх містить, не можна довго кип'ятити.
Хімічно — це полімеризовані фенольні сполуки. Їхня дія полягає в тому, що вони ущільнюють і закріплюють білкові молекули в поверхневих шарах шкіри або слизових оболонок, які внаслідок цього стають стійкішими до зовнішніх впливів і менш проникними. Цю їхню властивість використовують і в промисловому гарбуванні шкур. Дубильні речовини добре розчиняються у воді. З білковими молекулами, наприклад, желатиною, а також з алкалоїдами й солями важких металів вони утворюють нерозчинні осади.

## Класифікація
Дубильні речовини поділяють на два ряди — пірогалоловий і пірокатехіновий, залежно від того, яка з названих сполук лежить у їхній основі.
За поширенішою класифікацією дубильні речовини поділяють на конденсовані й гідролізовані.
Гідролізовані мають у своїх великих полімерних молекулах етерні зв'язки, які легко розщеплюються з приєднанням води (гідролізуються) під дією ферментів і слабких кислот ба навіть при кип'ятінні. Це в основному похідні галової кислоти, таніну або елагової кислоти.
Конденсовані дубильні речовини не розщеплюються, бо зв'язки між молекулами в них іншого характеру. До них належать катехіни чаю. Під впливом сильних кислот або при окисненні вони утворюють червоні продукти флобафени (наприклад, настій чаю і взагалі багатьох рослин при стоянні темніє).

## Джерела дубильних речовин

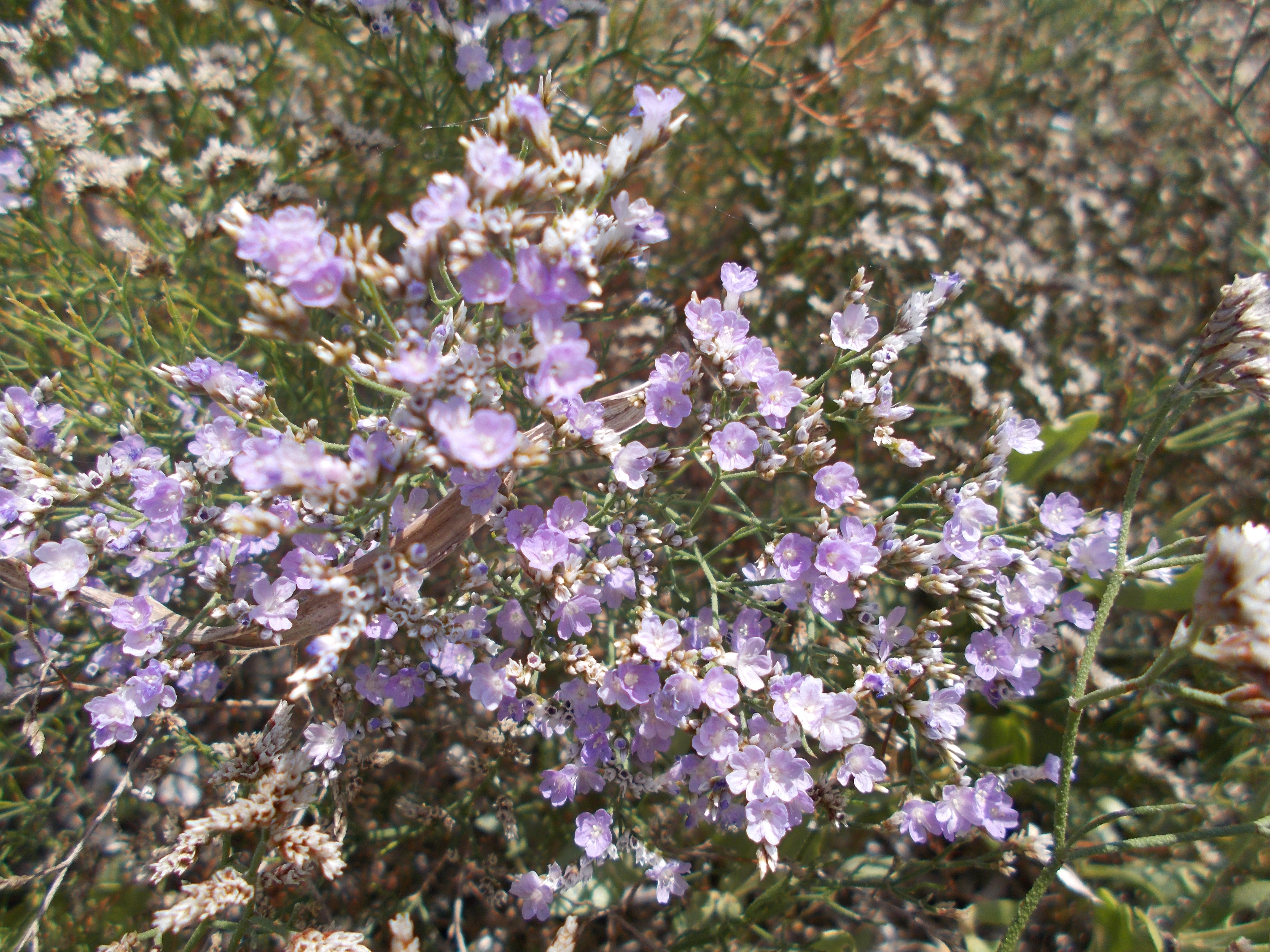
Кермек широколистий